# Castianeira himalayensis
Castianeira himalayensis là một loài nhện trong họ Corinnidae.
Loài này thuộc chi Castianeira. Castianeira himalayensis được Frederick Henry Gravely miêu tả năm 1931.